# Місцевості Кам'янця-Подільського
До складу Кам'янця-Подільського входять такі неофіційні місцевості: Старе Місто, Руські Фільварки, Польські Фільварки, Біланівка, Новий План, Циганівка (нині частина Нового Плану), Карвасари, Видрівка, Підзамче, селище(хутір) Дембицького, Черемушки (Привокзальний), селище цукрового заводу, селище Першотравневе (селище цементного заводу), Східний (заводу «Електрон»), селище Мукша Китайгородська, Жовтневий (мікрорайон) масив.

## Старе місто

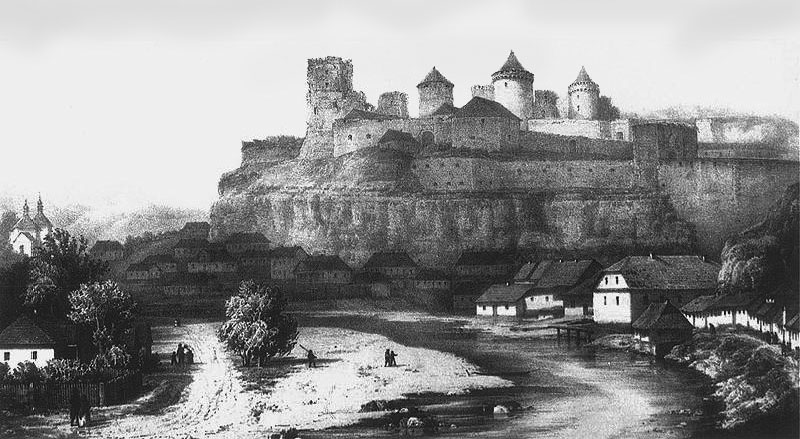
Кам'янець-Подільський (мал. Наполеона Орди)

Старе місто — найдавніша частина Кам'янця-Подільського, розташована в петлі річки Смотрич. З'єднується з Новим планом Новопланівським мостом. Сучасне Старе місто — це 4 майдани, 21 вулиця, 2 узвози та 5 провулків, що у сукупності дає 32 топографічних об'єкти. Їх назви та статус остаточно встановлено 11 вересня 1990, коли президія Кам'янець-Подільської міської Ради народних депутатів, прислухавшись до пропозицій топонімічної комісії, відновила історичні назви вулиць і майданів Старого міста.

## Руські фільварки
Руські фільварки — мікрорайон Кам'янця-Подільського, раніше — його передмістя. Спочатку Руські гумниська, потім Руські фільварки. 1865 перейменовано на Маріїнську слободу, але нова назва не прижилася. Складаються з власне Руських фільварків (на горбистому півострові, утвореному черговим вигином Смотрича) і прямокутного буфера між Руськими фільварками та Новим планом.

## Польські фільварки

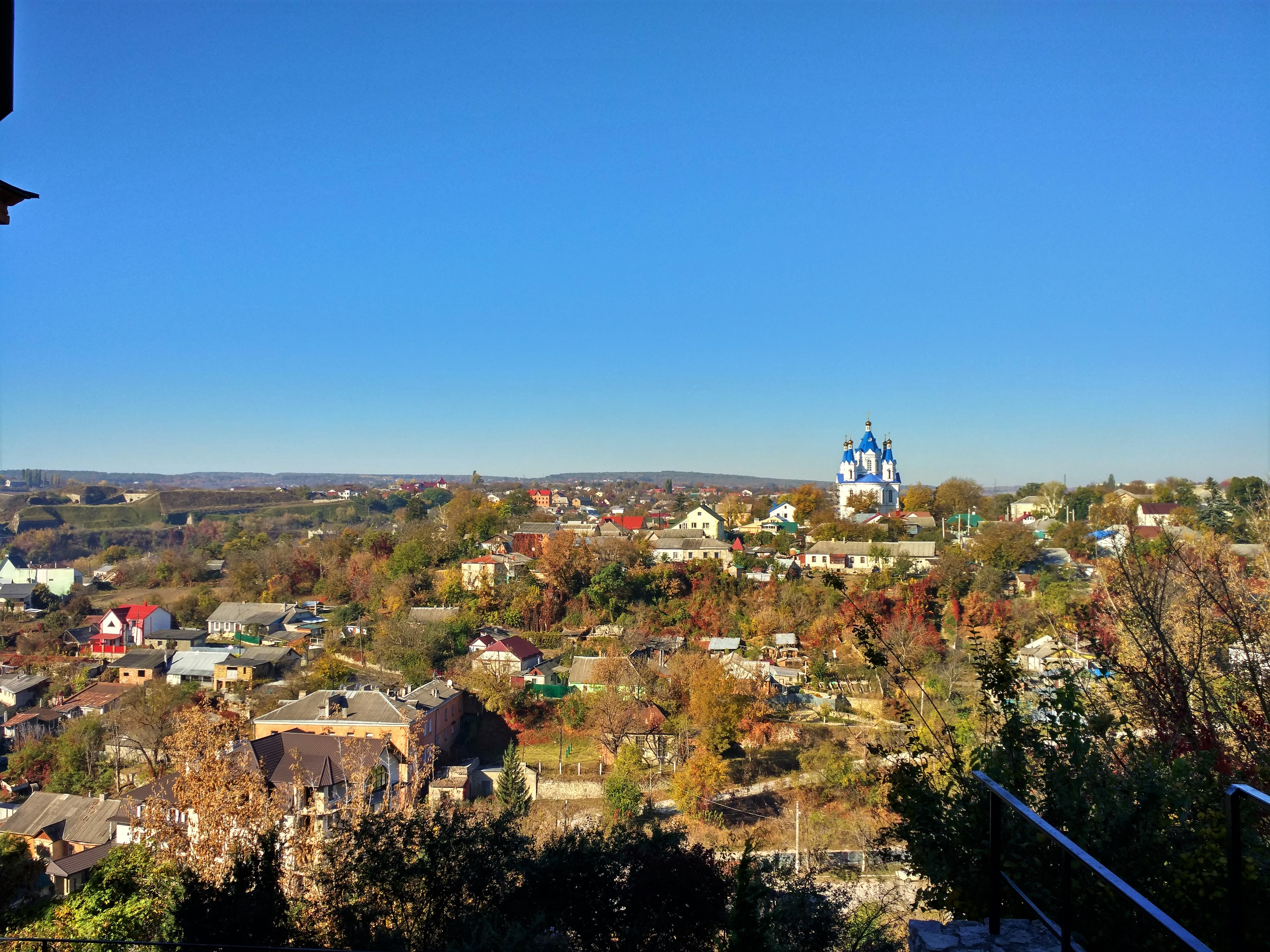
Польські фільварки, район Кам'янця-Подільського

Польські фільварки — мікрорайон Кам'янця-Подільського. Назва походить від того, що ці землі належали польській громаді міста. У цій частині розвивалося фільваркове господарство. Інші назви в давніх актах — Горні фільварки, Лядські фільварки, Лядські гумниська. У 1865 році перейменовано на Олександрівську слободу, але нова назва не прижилася. На польських фільварках розташована ЗОШ №13, де є предмет з вивчення польської мови. Польські фільварки є гарним оглядовим майданчиком з якого видно майже все Старе місто та фортецю з північно-західної сторони.

## Біланівка
Біланівка — масив на заході Кам'янця-Подільського між Польськими фільварками та мікрорайоном Жовтневим, на високому плато лівого берега Смотрича. Навпроти — на правому березі Смотрича — розкинулося приміське село Зіньківці. Поселення утворилося 1742 року. Спочатку, як засвідчують актові документи середини 18 століття, мало назву Долішні фільварки. Сучасна назва Біланівка, очевидно, походить від прізвища одного із заможних мешканців передмістя — Білана, про великі землеволодіння якого засвідчує візита Георгіївської церкви 1771 року. Було приміським селом; включено в смугу Кам'янця-Подільського 4 березня 1926 року.

## Новий план
Новий план — сучасна центральна частина Кам'янця-Подільського, обмежена вулицею Шевченка на заході, проспектом Грушевського на сході, Північною вулицею на півночі, вулицею Годованця на півдні.
Забудову розпочато в другій половині 19 століття. Зі Старим містом з'єднується Новопланівським мостом. Зістиковує Руські фільварки та Польські фільварки.
Новий план має чітку геометричну структуру, яка збереглася досі: це мережа з 5 меридіанів (довгих паралельних вулиць, що пролягли з півночі на південь) і 15 паралелей (коротких паралельних вулиць, що пролягли із заходу на схід).
З 15 паралелей центральною є вулиця Князів Коріатовичів, на північ і на південь від неї проходить по 7 паралелей. Це вулиці Соборна, Данила Галицького, Драгоманова, Івана Мазепи, Героїв Небесної Сотні, Ярослава Мудрого, Північна на північ від вулиці Князів Коріатовичів. Це вулиці Симона Петлюри, Гунська, Драй-Хмари, Сіцінського, Гагенмейстера, Пановецька, Годованця на південь від вулиці Князів Коріатовичів.
Крім того, Новий план має центр — майдан Відродження (східна частина колишнього Великого Торгового майдану), а на півночі — 4 провулки: Лагерний, Богінського, Миколи Флерка, Піонерський. Колишні майдани Богадільницький, Семінарський, Малий Торговий, забудовані чи засаджені, до наших днів не збереглися.

## Циганівка
Циганівка — колишня назва північної частини Нового Плану. Умовно займає 8 кварталів, обмежується вулицею Шевченка на заході, проспектом Грушевського на сході, Північною вулицею на півночі, вулицею Героїв Небесної Сотні на півдні. На Циганівці починаються вулиці Лесі Українки, Огієнка, Степана Бандери, через Циганівку проходить вулиця Ярослав Мудрого. Тут також є провулки Піонерський, Лагерний і Богінського.
Назва виникла в другій половині 19 століття. Пояснюється тим, що у цій незаселеній території часто зупинялися і влаштовували табори цигани, адже їм забороняли мешкати та перебувати вночі в містах.

## Карвасари
Карвасари — вулиця Кам'янця-Подільського. Тягнеться вздовж правого берега річки Смотрич на південь від Замкового мосту. З Руськими фільварками з'єднується підвісною кладкою через Смотрич. З Підзамча на Карвасари веде вулиця Об'їзна.
Раніше село (було навіть і містечком), увійшло в смугу Кам'янця-Подільського 4 березня 1926 року. Назва походить від «караван-сарай» — постоялий двір зі складом для товарів, який служив пристановищем для приїжджих купців і мандрівників. Народну етимологію походження назви Карвасари (мовляв, тут жила відома на все місто курва Сара) виклав В'ячеслав Полятинчук у гумористичній збірці «Нема диму без вогню» (1995).
На Карвасарах біля місця впадіння річечки Дібрухи в Смотрич стоїть дерев'яна Хрестовоздвиженська церква (збудовано у 1799–1801 роках на місці давньої, освячено 1801 року).

## Видрівка
Видрівка — вулиця Кам'янця-Подільського, що простягнулася вздовж правого берега річки Смотрич. Раніше село. Після приєднання Поділля до Росії (1793) цю смугу землі Катерина II подарувала козакові Видрі. Звідси, очевидно, і назва. За даними збірника «Населені місця Поділля» (1925) у передмісті Видрівка було господарств — 40, мешканців — 224. На Видрівці зберігся будинок колишнього млина Ірафа (пам'ятка містобудування та архітектури місцевого значення). Електричне світло в будинках вулиці з'явилося восени 1961. До того жителі користувалися гасовими лампами.

## Підзамче
Це найзахідніший масив міста. Розташувався між Старим містом і селом Довжок. Поселення відоме з 16 століття. Давні назви — Підгороддя, Сокіл. 1889 року на Підзамчі було відкрито фотографію одеського міщанина Михайла Григоровича Молчанова. На Підзамчі був свічковий завод Подільської єпархії.
У радянський час до 30 березня 1957 — село Довжоцької сільради.
Головні магістралі — Жванецьке шосе, Орининське шосе, вулиця Папаніна.
Основні об'єкти:
- ЗОШ № 11 (I—IX класи; відкрито 1 вересня 1971 року як восьмирічну на 400 місць, до того на Підзамчі була початкова школа № 11, відкрита 1 вересня 1959 року),
- дитячий садок № 1 «Барвінок» (відкрито 3 березня 1989 року),
- ресторан і готель «Ксенія»,
- АЗС (відкрито 31 грудня 1966 року, в наш час перебудовано),
- амбулаторія сімейної медицини (відкрито 26 грудня 2005 року).

Через Підзамче протікає річечка Дібруха, на березі якої є джерело «Маріїнський струмок».
На Підзамчі є старе єврейське кладовище, був лютеранський цвинтар.
На Підзамчі народилися:
- Тамара Сис — фольклористка;
- Людмила Качинська (у шлюбі Іванова) — музикознавиця;
- Олег Будзей — журналіст, краєзнавець.

## Селище Дембицького
На початку XX століття хутір Дембицького розташовувався в одному кілометрі на північ від Кам’янця-Подільського, на розвилці шосейних доріг Голосків – Нігин. Він був садибою з цегляним п’ятикімнатним будинком, господарськими будівлями та великим садом. Навпроти цього хутору, на розвилці, розміщувалася шляхова дільниця із сім’єю дорожнього майстра.
До 25 березня 1949 року була назва — хутір Дембицького. З 1949 по 2022 роки селище Смірнова.
Сучасне селище розташувалося на півночі міста між двома шосе — Хмельницьким (на сході) і Нігинським (на заході). Селище також обмежують вулиця Руслана Коношенка з півночі та вулиця Героїв Маріуполя з півдня. Західним сусідом селища є мікрорайон Жовтневий. В самому центрі селища знаходиться ЗОШ № 10.

## Черемушки

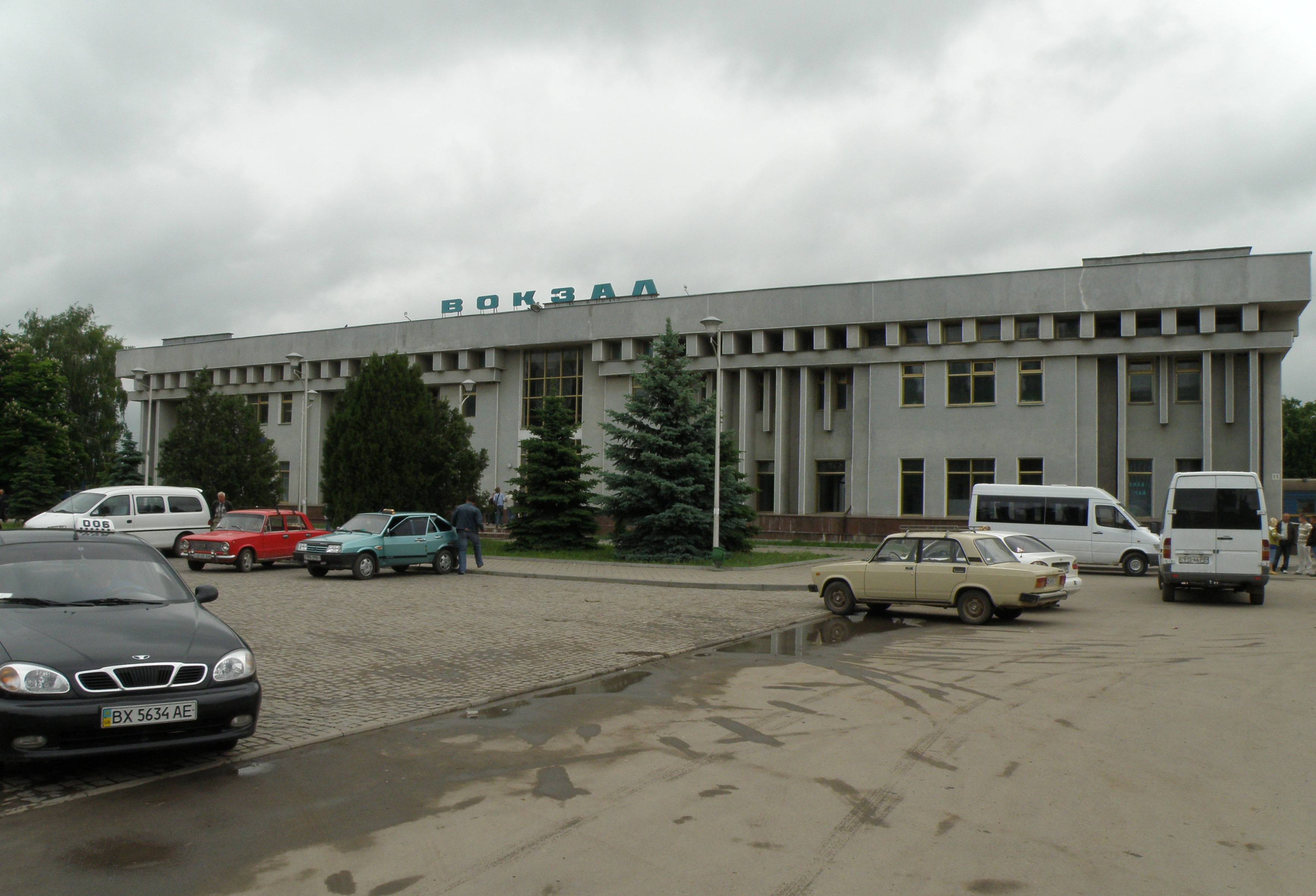
Залізничний вокзал

Черемушки — народна назва Привокзального мікрорайону (частини міста поблизу залізничного вокзалу). Комплексна забудова розпочалася 1959. По суті це 5 кварталів, обмежених на заході проспектом Грушевського (до 1967 — вулиця Загородня), на сході — вулицею Привокзальною, на півдні — вулицею Івана Мазепи, на півночі — вулицею Північною. Вулиці Героїв Небесної Сотні, Ярослава Мудрого та Індустріальна здійснюють внутрішнє розбиття Черемушек на 5 кварталів.
Після виходу 1963 року на екрани музичного кінофільму Герберта Раппапорта «Черёмушки» (за оперетою Дмитра Шостаковича «Москва. Черёмушки») за прикладом Москви нові райони багатьох радянських міст стали називати «Черемушками». До того, як місто «перестрибнуло» вулицю Північну, це була північно-західна околиця Кам'янця-Подільського.

## Східний
Мікрорайон Східний (заводу «Електрон») примикає до Нового Плану і сформувався поблизу заводу «Електроприлад» (нині «Електрон»). У плані — прямокутник, обмежений проспектом Грушевського та вулицями Крип'якевича, Драй-Хмари, Годованця. Внутрішню систему вулиць утворюють: поздовжні — В'ячеслава Чорновола, Романа Шухевича, Дмитра Донцова; поперечні — Дмитра Саса, Сіцінського, Петра Сагайдачного, Пановецька.
Первісні назви основним вулицям (Першотравнева, Ботанічна, Східна) та провулкам (Гористий, Новий, Польовий) надано 1954 року.

## Селище цукрового заводу
Найпівденніший мікрорайон (масив) Кам'янця-Подільського (на південний схід від вулиці Устима Кармалюка), що сформувався навколо збудованого цукрового заводу (перша черга стала до ладу наприкінці грудня 1960, перший цукор отримано 8 січня 1961). Обмежується вулицею Устима Кармалюка, провулком Будівельників, вулицею Петра Сагайдачного та кручею каньйону річки Смотрич. 30 листопада 1961 надано назви основним вулицям селища: Князя Володимира, Юрія Руфа, Володимира Максимчука, Юрія Громового, Будівельників, Труда (сьогодні на планах часто пишуть — Праці), провулкам: Степовий і Крайній. В селищі є дванадцята школа: спочатку початкова, від 1978 — середня, нині — загальноосвітня I–III ступенів імені Любомира Дмитерка. 7 травня 2001 в селищі урочисто відкрито залізничну зупинку.

## Селище Першотравневе

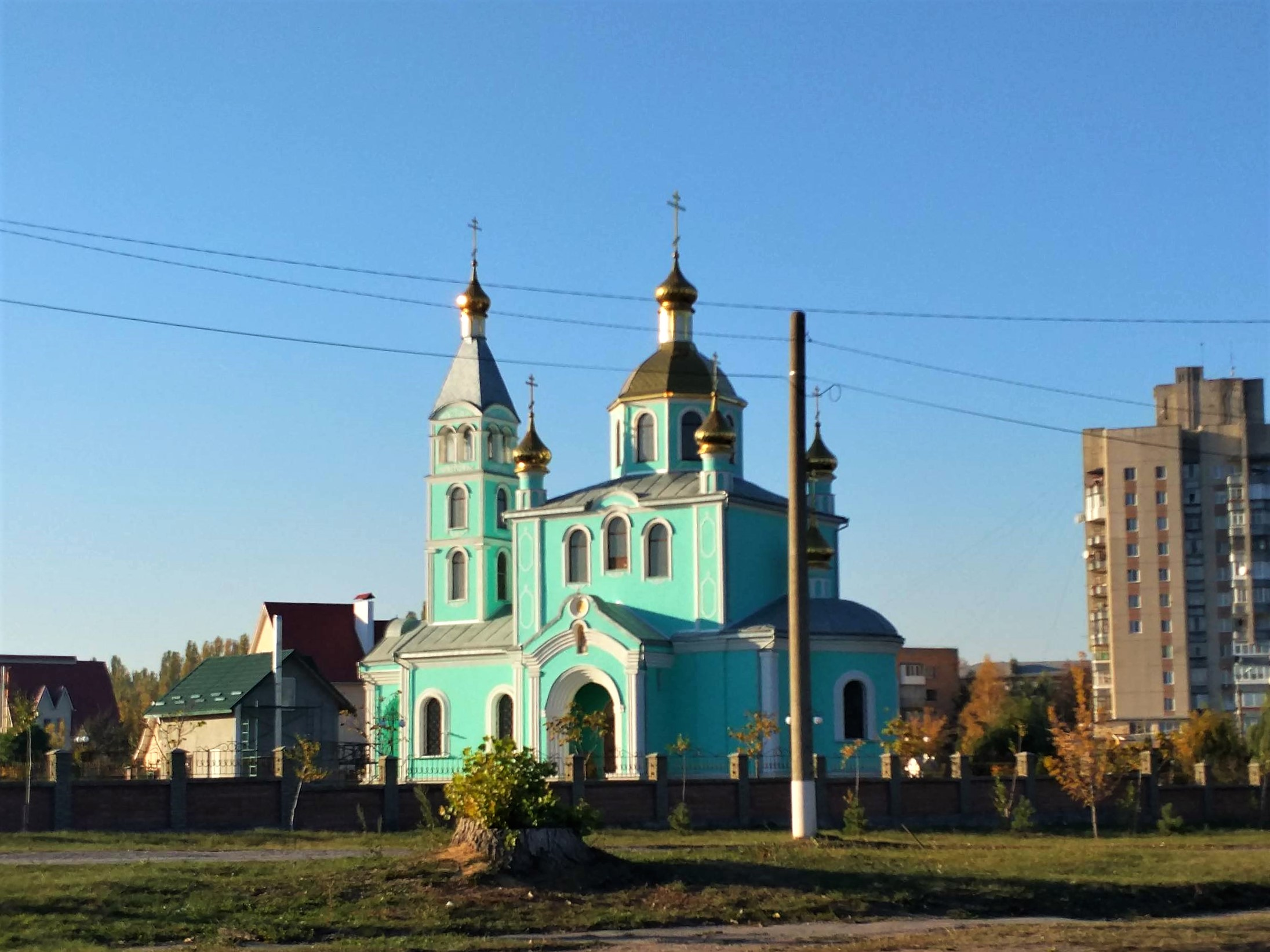
Церква селище Першотравневе

Первісно — селище цементного заводу. 1981 була пропозиція одного із жителів надати мікрорайону ім'я 26-го партз'їзду. Назву Першотравневе надав міськвиконком у грудні 1986. Найпівнічніший масив міста. Селище сформувалося поблизу цементного заводу: його першу технологічну лінію (із шести) введено в дію 30 грудня 1970. На початку 1976 тут було 6 багатоповерхових житлових будинків, крамниці, відділення зв'язку. 1989 було 11 житлових будинків, 3 гуртожитки. Селище межує зі селами Слобідка-Гуменецька та Лисогірка, на території яких у 1969 почалося будівництво селища цемзаводу. Головні вулиці — Молодіжна, Миру (назви надано теж у грудні 1986). Основні об'єкти: ЗОШ № 6 (будівництво розпочато в березні 1975, відкрито 1 вересня 1976), міська поліклініка № 2 (відкрито 10 серпня 1976), дитсадок № 22 (відкрито в грудні 1972). 2 травня 1987 вперше проведено свято мікрорайону. 17 грудня 1998 у комунальну власність міста прийнято житлові будинки, зовнішні інженерні мережі й об'єкти селища. 2 листопада 1998 закладено перший камінь храму преподобного Іова Почаївського.

## Мукша Китайгородська
Селище на сході Кам'янця-Подільського (на схід від залізниці), яке відійшов до міста від села Мукша Китайгородська. Головна магістраль — східна частина вулиці Князів Коріатовичів. Є також вулиці Івана Виговського та Холодноярівців, провулки Калиновий та Павла Стрільчука. Основні об'єкти селища: ВАТ «Адамс» (консервний завод), кардіологічний відділ міської лікарні, районна та дитяча лікарні, пологовий будинок, бізнес центр Нова Будова, ВАТ «Сільгосптехніка».

## Жовтневий масив

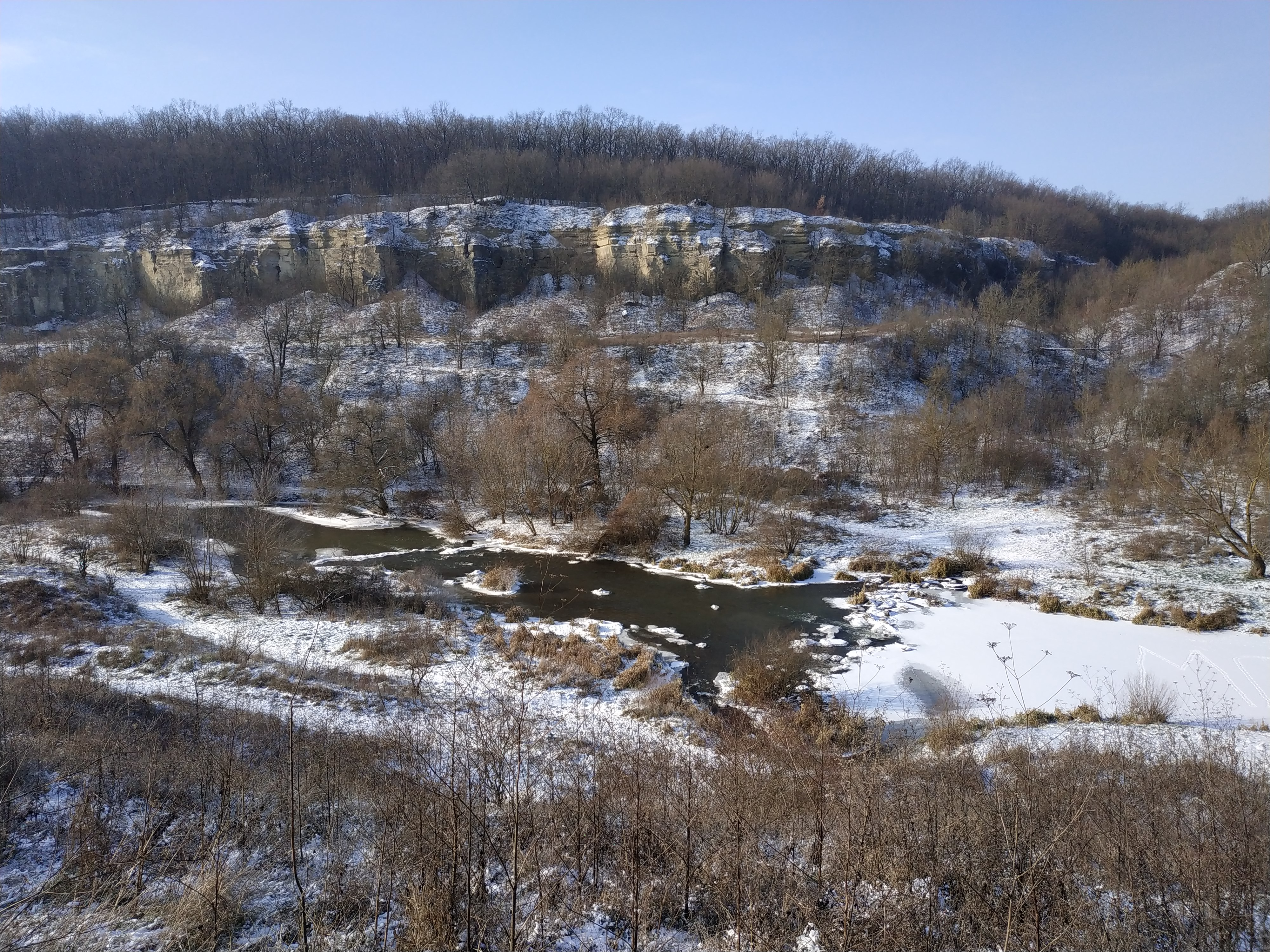
Західний край масиву Жовтневий каньйон річка Смотрич

Лежить на північному заході міста, на північ від Біланівки, на захід від селища Дембицького. Будівництво розпочато 1977 році. Першими стали зводити два 9-поверхові гуртожитки електромеханічного та кабельного заводів на Нігинському шосе (кожний на 537 місць). Згодом заклали 5-поверховий житловий будинок на 116 квартир на вулиці Героїв ЗСУ. 1978 відкрито автобусний маршрут № 5 «Швейна фабрика — житловий мікрорайон Жовтневий». Назву на початку 1977 дав міськвиконком на честь 60-річчя Великого Жовтня (Великої Жовтневої соціалістичної революції). 2001 ветерани міста активно виступили за надання мікрорайону імені Олександра Лєсового (1926–1991) — довголітнього (1963–1985) першого секретаря міськкому КПУ, ініціатора та натхненника будівництва мікрорайону. Наразі це найбільший за населенням район міста, приблизно третя частина всього населення міста проживає в цьому житловому масиві. Який продовжує розвивавсь, забудовуватись багатоповерховими житловими будинками.